# Яранский краеведческий музей
Яра́нский краеве́дческий музе́й (МБУК «Яранский районный краеведческий музей») — музей в Яранске. Расположен по адресу улица Кирова, 9 (бывшая Троицкая).

## История
Основан 15 марта 1895 года как Земский кустарный музей, призванный помогать жителям Яранского уезда, занимающихся кустарными промыслами, в реализации их продукции. 
В 1918 году на несколько месяцев был закрыт. В декабре того же года открылся как краеведческий Яранский центральный музей. Учреждение стало служить местом снабжения школ наглядными пособиями, а вскоре стало культурным центром уезда, особенно после эвакуации в город в 1919 году из Вятки учительского института. Экспозиции музея давали представление о природе края и его истории. 
В 1921 году в Яранский музей прибыла Третья передвижная художественная выставка — более 300 работ художников русского авангарда были привезены на телегах из соседнего Советска и из-за начала осенней распутицы и финансовых проблем вместо дальнейшего передвижения были оставлены здесь. О существовании картин вскоре было забыто, лишь почти век спустя они стали возвращаться в искусствоведческий оборот, начались их исследование, реставрация и участие в выставках.
До 1922 года Яранский музей был филиалом Вятского губернского музея, а позднее при районировании он стал самостоятельным районным краеведческим музеем. С 1983 по 1990 годы музей вновь являлся филиалом Кировского краеведческого музея. С февраля 1990 года — самостоятельный Яранский районный краеведческий музей. С 2006 года муниципальное учреждение культуры «Яранский краеведческий музей» находится в ведомстве муниципального образования «Яранское городское поселение».

## Здания музея
Некоторое время находился в здании бывшего Яранского духовного училища (улица Карла Маркса, 14; здание бывшей школы—интерната). Недолгое время находился в бывшем доме купца Унженина (сейчас РОВД, улица Карла Маркса, 24). Кратковременно музей перемещался и в другие здания: угол улицы Кирова и улицы Свободы (где сейчас находится редакция газеты «Отечество» и типография), улица Свободы, 13 (позже детский сад № 1, сейчас жилой дом), здание бывшего ремесленного училища по улице Ленина (сейчас ПУ—40).  
С 1931 по 1998 год располагался в здании, построенном купцами Калиниными (улица Карла Маркса, 27). Ныне его занимает Яранская районная библиотека.
С 1998 года располагается в здании бывшего магазина купца С. Ф. Родигина, которому оно принадлежало до 1918 года. Первоначально строение состояло из двух частей, в 1970-е годы соединённых пристройкой. В 1943—1946 годах в здании располагался Химический техникум. С 1950-х до 1997 года постройку занимали детские ясли. Позже здание перепланировано и отдано под музей. В 2022 году состоялся капитальный ремонт здания.

## Фонды музея
Фонд музея насчитывает почти 32 000 единиц хранения.

## Постоянные экспозиции
- Геологическое прошлое нашего края
- Особенности растительного и животного мира
- История нашего края:

- Археология
- Заселение края народом мари
- История города Яранска
- Ремёсла и промыслы
- Изобретатель-самоучка Л. Л. Шамшуренков
- Яранск в XIX—XX веках
- Крестьянская изба XIX—XX веков
- Социалистическая революция и гражданская война 1918—1920 годов
- Зал воинской славы с экспонатами Отечественной войны 1812 года и Великой Отечественной войны 1941—1945 годов

- Промышленность и сельское хозяйство края
- «Под сенью святых хоругвей»

## Временные экспозиции
- Четыре зала предназначены для временных выставок

## Интернет-проекты
- На нескольких интернет-площадках музей реализует собственный познавательный проект ILYE (англ. I Love You, Earth! — «Я люблю тебя, Земля!»), где размещаются видеоролики об истории, географии, краеведению, известных людях Яранска и Яранского района. Автор — А. Н. Ямщиков.

## Директора
- Осипов Георгий Иванович (1918—1920)
- Артемьев А. А. (1920—1925)
- Черных И. М. (1925—1928)
- Бакшаев И. В. (1928—1932)
- Швалёв Михаил Никифорович (1932—1940)
- Иконников Иван Ионович (1945—1970)
- Козлова Людмила Николаевна (1970—1972)
- Винокурова Лидия Ивановна (1972—1979)
- Любушкина Людмила Васильевна (1979—1986)
- Поротикова Евгения Алексеевна (1986—2007)
- Винокурова Галина Борисовна (2007—2022)
- Кожинов Михаил Юрьевич (с 2022)